# Murapetróc
Murapetróc (korábban Mura-Petrócz, szlovénül: Murski Petrovci, vendül: Mürski Petrovci vagy Mörski Petrovci, németül: Petersdorf) falu Szlovéniában, Muravidéken, Pomurska régióban. Közigazgatásilag Csendlakhoz tartozik.

## Fekvése
Muraszombattól 10 kilométerre nyugatra a Mura bal partján a stájer határ mellett fekszik.

## Története
A települést 1347-ben „poss. Petrusteluku” és 1348-ban „Petrusteleke” alakban említik először. Az 1364 karácsonyán kelt királyi oklevéllel jóvá hagyott egyezség szerint  Széchy Péter fia Miklós dalmát-horvát bán és testvére Domonkos erdélyi püspök kapták királyi adományul illetve cserében a Borsod vármegyei Éleskőért, Miskolcért és tartozékaikért Felsőlendvát és tartozékait, mint a magban szakadt Omodéfi János birtokát. Az 1366-os beiktatás alkalmával részletesebben kerületenként is felsorolják az ide tartozó birtokokat, melyek között a falu talán „Petrouch in districtu Beelmura” alakban szerepel. A település a későbbi századokon át is birtokában maradt a családnak. A felsőlendvai uradalom belmurai kerületéhez tartozott. 1687, a Széchy család fiági kihalása után a Batthyány családé lett.
1837-ben 97 katolikus és 8 evangélikus lakta. A muraszombati uradalom részét képezte, ezzel együtt a történelmi Tótsági járás része volt. Ekkoriban a falu földjét jó minőségűnek és termékenynek írják le a források. A Mura közelsége miatt földjeit gyakran sújtotta árvíz, a folyó szabályozása után az elöntés mértéke jelentősen csökkent és már nem okoz akkora gondot mint korábban. A térképeken sokáig csak Petrócz néven szerepelt, amit Mura- előtaggal toldottak meg a könnyebb azonosítás végett.
Vályi András szerint „Mura Petrócz, és Felső Petrócz. Két elegyes falu Vas Vármegyében; Mura Petrócznak földes Ura Gróf Batthyáni Uraság; Felső Petrócznak pedig Gróf Nádasdy, lakosai katolikusok, ’s másfélék is, fekszenek Murai Szombathoz 1 mértföldnyire, határja Felső Petrócznak ollyan, mint Andreczé, harmadik osztálybéli. Mura Petrócznak földgye síkos, és termékeny, réttyei jók, legelője, és fája elég van, szőlei is vannak, keresetre módgyok Stájer Országban, első osztálybéli.”
Fényes Elek szerint „Mura-Petrócz, vindus f., Vas vgyében, a muraszombati uradalomban, 86 kath. lak.”
Vas vármegye monográfiája szerint „Mura-Petrócz, stájer határszéli vend falu, a Mura mellett. Házainak száma összesen 20, lakosaié 135. Vallásuk r. kath. és ág. ev. Postája Ferenczfalva, távírója Muraszombat. A muraszombati uradalomhoz tartozott.”
1910-ben 141, túlnyomórészt szlovén lakosa volt. A trianoni békeszerződésig Vas vármegye Muraszombati járásához tartozott, 1919-ben átmenetileg a de facto Mura Köztársaság része lett. Még ebben az évben a Szerb–Horvát–Szlovén Királysághoz csatolták, ami 1929-től Jugoszlávia nevet vette fel. 1941-ben átmeneti időre ismét Magyarországhoz tartozott, 1945 után visszakerült jugoszláv fennhatóság alá. 1991 óta a független Szlovénia része.  2002-ben 125 lakosa volt.

## Híres emberek
- Itt született Augustich Imre szlovén (vend) író, költő, műfordító és újságíró.